# Indywidualny Puchar Ekstraligi U17
Indywidualny Puchar Ekstraligi U17 – indywidualne zawody żużlowe dla zawodników do 17. roku życia. Organizowane od sezonu 2025 przez Ekstraligę Żużlową dla zawodników klubów Speedway Ekstraligi.

## Medaliści
| Rok                                                                         | Miejsce | Złoto                           | Srebro                     | Brąz                                 | Źr.   |
| --------------------------------------------------------------------------- | --- | ------------------------------- | -------------------------- | ------------------------------------ | ----- |
| 2025                                                                        | \| 8 rund \| \| --------------------------------------------------------------------------- \| \| Wrocław Toruń Lublin Rybnik Gorzów Wlkp. Grudziądz Częstochowa Zielona Góra \| | Radosław Kowalski ROW Rybnik SA | Mikołaj Duchiński KS Toruń | Igor Kordun Stal Gorzów Wielkopolski | [ 1 ] |
| 8 rund                                                                      | |                                 |                            |                                      |       |
| Wrocław Toruń Lublin Rybnik Gorzów Wlkp. Grudziądz Częstochowa Zielona Góra | |                                 |                            |                                      |       |

## Klasyfikacja medalowa

### Według zawodników
Stan po sezonie 2025
| Lp. | Zawodnik          | Lata | Złoto | Srebro | Brąz | Razem |
| --- | ----------------- | ---- | ----- | ------ | ---- | ----- |
| 1.  | Radosław Kowalski | 2025 | 1     | –      | –    | 1     |
| 2.  | Mikołaj Duchiński | 2025 | –     | 1      | –    | 1     |
| 3.  | Igor Kordun       | 2025 | –     | –      | 1    | 1     |

### Według klubów
Stan po sezonie 2025
| Lp. | Klub                     | Złoto | Srebro | Brąz | Razem |
| --- | ------------------------ | ----- | ------ | ---- | ----- |
| 1.  | ROW Rybnik SA            | 1     | –      | –    | 1     |
| 2.  | KS Toruń                 | –     | 1      | –    | 1     |
| 3.  | Stal Gorzów Wielkopolski | –     | –      | 1    | 1     |